# 헤르만 고메스
헤르만 고메스 고메스(스페인어: Germán Gómez Gómez; 1914년 1월 5일, 칸타브리아 주 산탄데르 ~ 2004년 3월 22일, 마드리드 주 마드리드)는 스페인의 프로 축구 선수로, 현역 시절 라싱 산탄데르와 아틀레티코 마드리드에서 활약했다.

## 선수 경력
고메스는 1939년에 라싱에서 당시 마드리드의 공군 체육단(Athletic Aviación de Madrid)으로 불렸던 아틀레티코에 합류하여, 3년 동안 지속된 스페인 내전 직후의 첫 라 리가 경기에 출전했다.
그는 알레티(Atléti) 소속으로 8년을 보내면서 마친과 라몬 가빌론도와 함께 든든한 중원을 구성했다. 리카르도 사모라가 이끄는 알레티 소속으로, 고메스는 리그에서 대성공을 거두었고, 이 기간 동안 대게 주장을 맡았었다.
알레티에서 성공적인 8년을 보낸 헤르만 고메스는 라싱에 재입단해 산탄데르의 친정으로 복귀했고, 1954년에 축구화를 벗었다. 그는 같은 산탄데르 주의 힘나스티카 토렐라베가 감독을 맡기도 했다.

## 국가대표팀 경력
헤르만은 스페인 국가대표팀 경기에 6번 출전했는데, 그는 1941년 12월 28일에 발렌시아에서 3-2로 이긴 스위스와의 친선전에서 첫 국가대표팀 경기에 출전했다.

## 수상
아틀레티코 마드리드
- 라 리가: 1939–40, 1940–41